# Жуюань-Яоский автономный уезд
 Жуюа́нь-Я́оский автономный уезд (кит. упр. 乳源瑶族自治县, пиньинь Rǔyuán Yáozú zìzhìxiàn) — автономный уезд городского округа Шаогуань провинции Гуандун (КНР).

## История
Уезд Жуюань (乳源县) был создан во времена империи Сун в 1167 году.
В 1950 году был образован Специальный район Бэйцзян (北江专区), и уезд вошёл в его состав. В 1952 году Специальный район Бэйцзян был расформирован, и был образован Административный район Юэбэй (粤北行政区). В конце 1955 года было принято решение о расформировании Административного района Юэбэй, и в 1956 году был создан Специальный район Шаогуань (韶关专区), при этом на стыке уездов Цюйцзян, Жуюань и Лэчан был создан Шаобянь-Яоский автономный уезд (韶边瑶族自治县). В 1959 году уезд Жуюань и Шаобянь-Яоский автономный уезд были присоединены к уезду Лэчан.
Постановлением Госсовета КНР от октября 1963 года из уезда Лэчан был выделен Жуюань-Яоский автономный уезд.
В 1970 году Специальный район Шаогуань был переименован в Округ Шаогуань (韶关地区). В 1983 году округ Шаогуань был преобразован в городской округ.

## Административное деление
Автономный уезд делится на 9 посёлков.